# Rämma
Rämma är en bebyggelse sydost om Jörlanda i Jörlanda socken i Stenungsunds kommun. Mellan 2015 och 2020 samt från 2023 avgränsade SCB här en småort.